# Catachlorops scutellatus
Catachlorops scutellatus är en tvåvingeart som först beskrevs av Macquart 1838.  Catachlorops scutellatus ingår i släktet Catachlorops och familjen bromsar. Inga underarter finns listade i Catalogue of Life.